# Addison County
Addison County is een van de 14 county's in de Amerikaanse staat Vermont.
De county heeft een landoppervlakte van 1995 km² en telt 35.974 inwoners (volkstelling 2000). De hoofdplaats is Middlebury.

## Plaatsen
- Middlebury
- Starksboro - 1944

## Geboren
- Levi Morton (Shoreham, 1824-1920), vicepresident van de Verenigde Staten, gouverneur van New York, ambassadeur en bankier

## Impressie

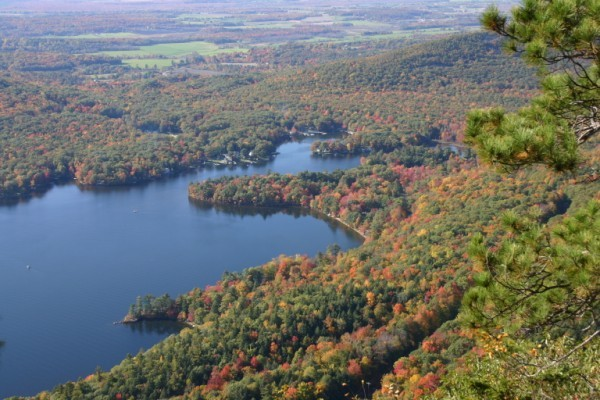
Dunmore
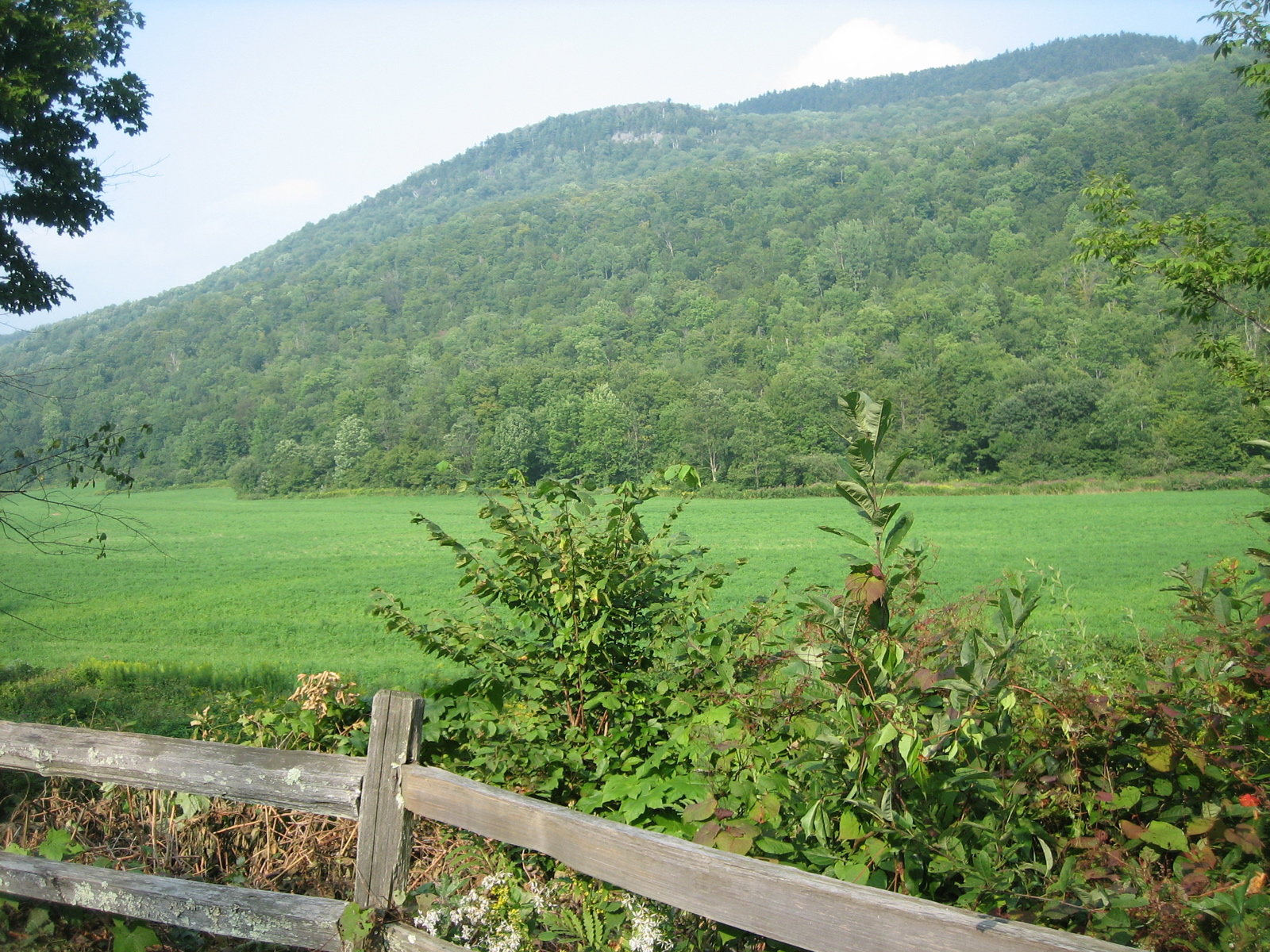
Bosgebied Hancock Overlook
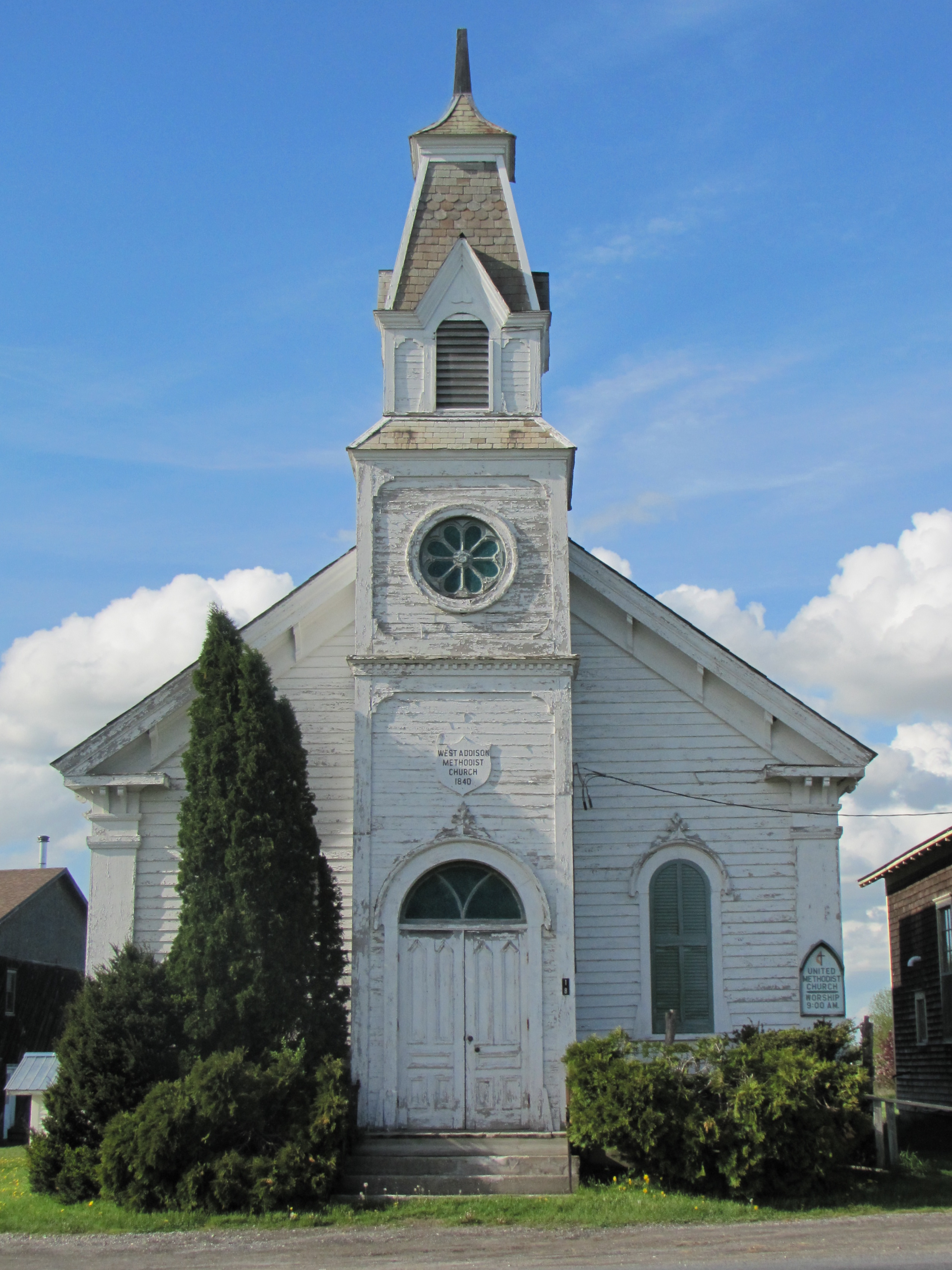
West Addison Methodist Church
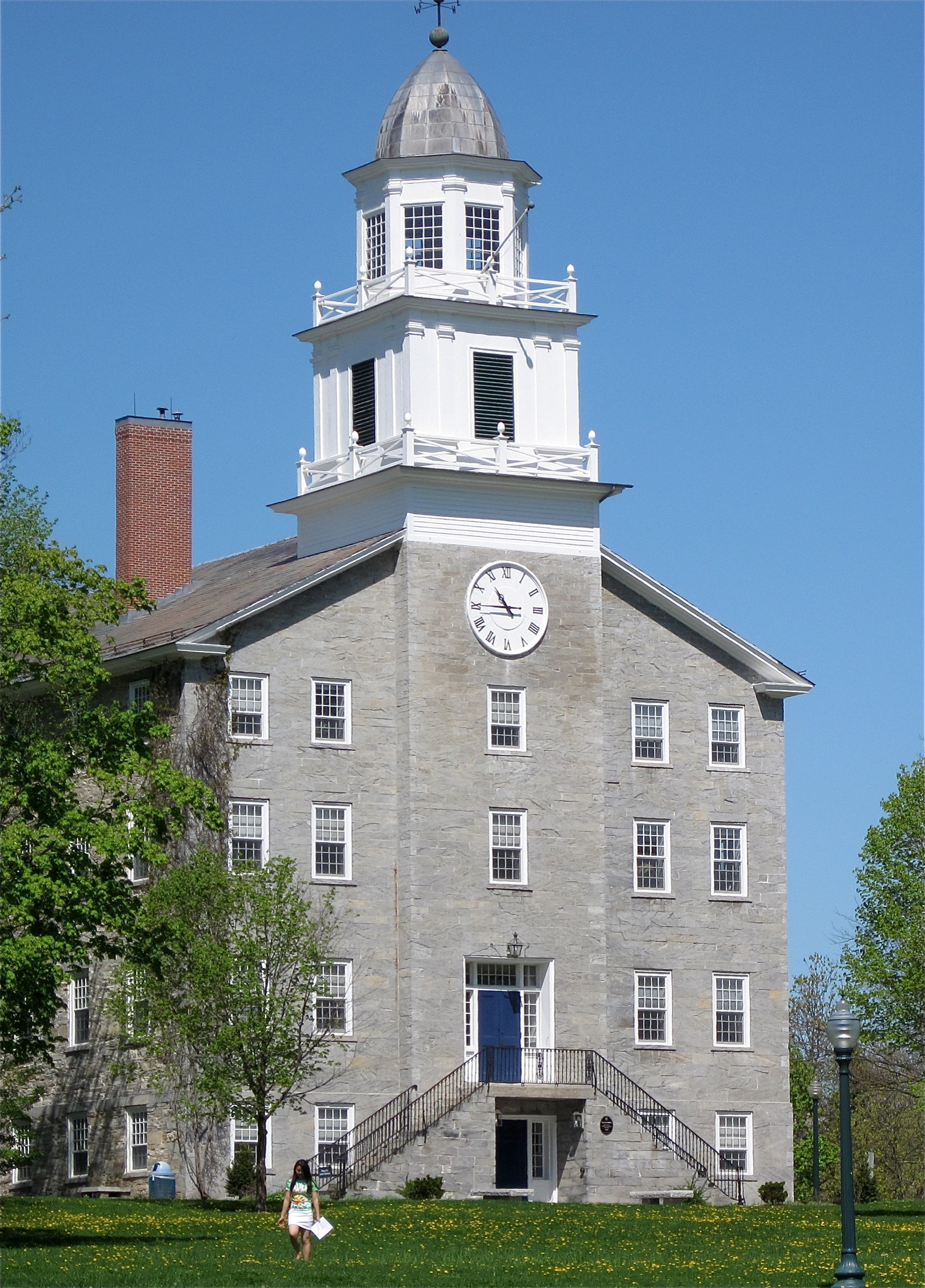
Middlebury College

Addison · Bennington · Caledonia · Chittenden · Essex · Franklin · Grand Isle · Lamoille · Orange · Orleans · Rutland · Washington · Windham · Windsor